# 内村祐之
内村 祐之（うちむら ゆうし、1897年（明治30年）11月12日 - 1980年（昭和55年）9月17日）は、日本の医学者、精神科医。専攻は臨床精神医学、神経病理学。東京大学名誉教授、日本学士院会員。プロ野球コミッショナー。

## 来歴・人物

### 初期
キリスト教思想家として著名な内村鑑三を父、内村の4度目の妻内村静子を母として、東京府に誕生する。

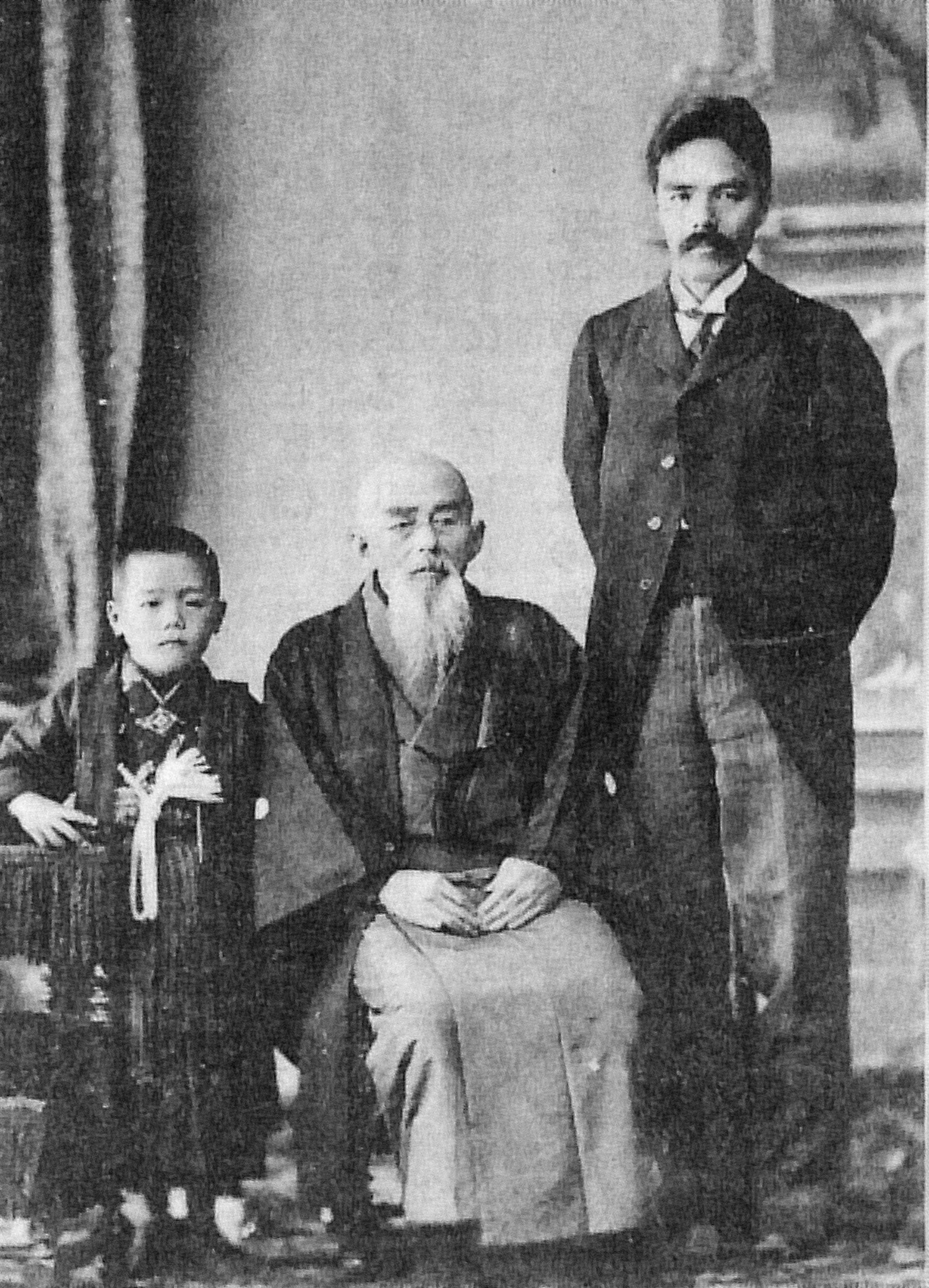
祖父宜之と父鑑三と共に、7歳(1905年1月)の時の記念撮影

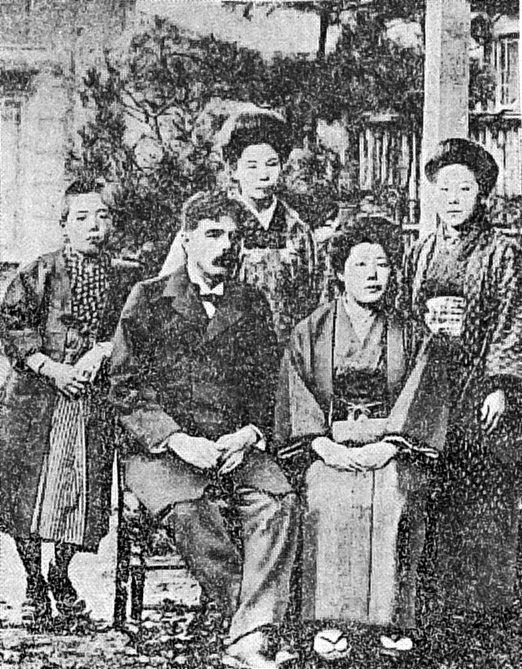
12歳頃(1910年頃)の内村と家族

### 学生時代
獨逸学協会学校中等部から第一高等学校（医科）を経て、東京帝国大学に進む。一高野球部と草創期の東大野球部でも活躍し、特に一高時代の1918年、同校の野球投手として三高（京都）、学習院のほか、早稲田と慶應義塾を久しぶりに撃破するなど、15年ぶりに事実上の全国制覇を果たした。学生野球界で、当時隆盛を極めた左腕投手としてその名を馳せた。藤本定義は自分が見た中で五指に入る左腕投手として、谷口五郎、小川正太郎、金田正一、江夏豊と共に内村を挙げている。
1919年4月初めの、一高と三高の試合はマスコミに派手に取り上げられた。翌1920年、東大に進学。
1921年4月7日に東京帝大3年生の時に東京ステーションホテルで久須美美代子と婚約をする。仲人は父鑑三の札幌農学校（後の北海道大学）在学中の先輩伊藤一隆だった。内村はスター選手だったので、マスコミに取り上げられて波紋を呼んだ。
1923年春に、東京帝大を卒業、精神科を志望して東大医局に入局した。しかし、約一ヵ月後に、呉教授に申し出て、東京府松沢病院の医員になった。父の鑑三は祐之にヴァルター・シュピールマイヤーの『精神系の組織病理学』を卒業記念に贈った。 それと平行して、学生野球の指導も行っていた。

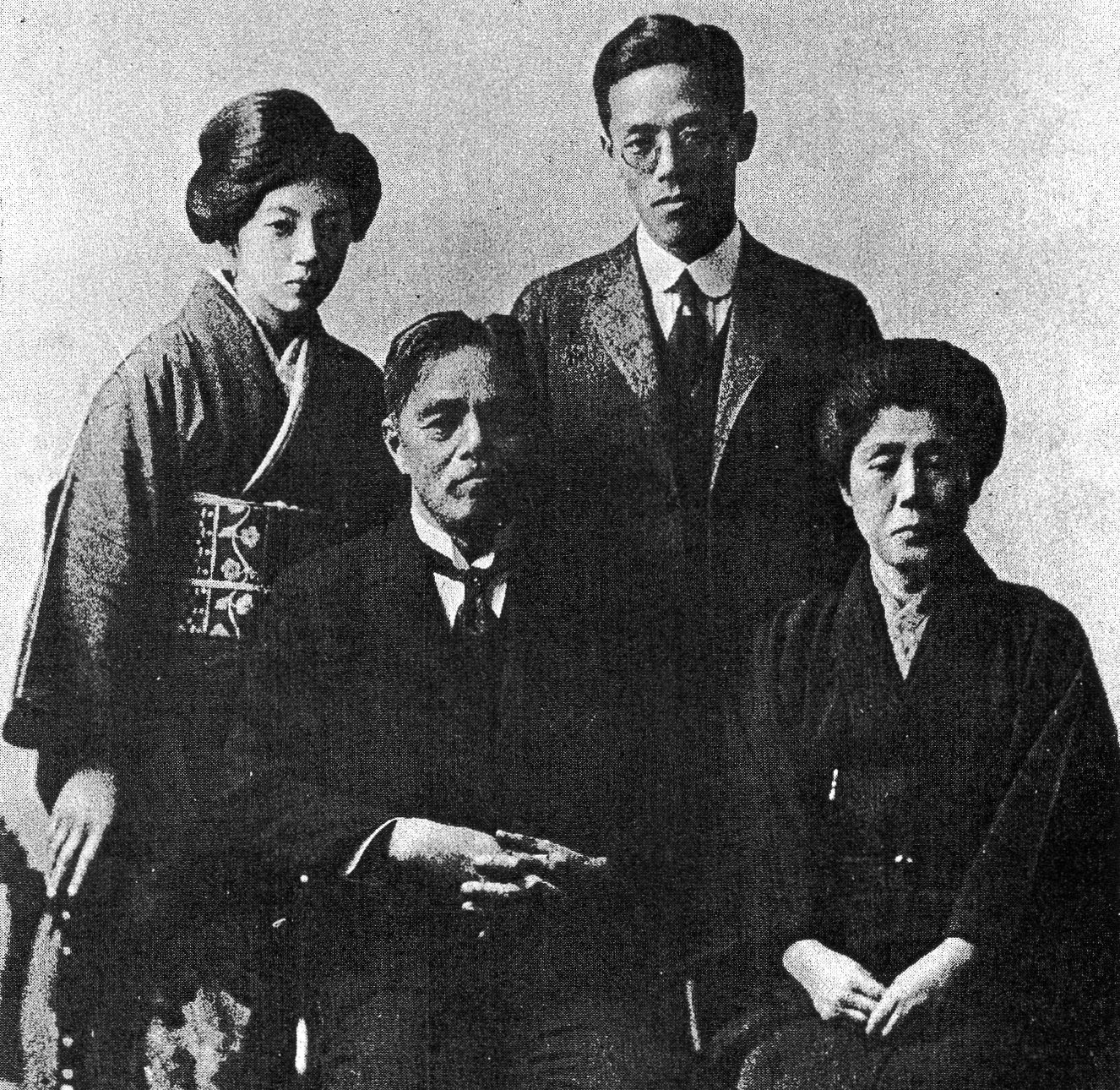
結婚直後の27歳の内村と妻美代子と父鑑三と母静子、1924年12月

1924年11月29日伊藤一隆の媒介と大島正健の司式の元で、東京ステーションホテルで久須美美代子と結婚式を挙げる。
その後、父の母校北海道帝国大学から招聘があったが、当時同大には精神科講座の準備が整っていなかったので、1925年から文部省の海外研究員として2年間ドイツのミュンヘンに留学する。カイゼル・ウィルヘルム研究所(マックスプランク研究所)でシュピールマイヤーに師事する。 その際クレペリンやクレッチマーなどとも交流をもった。内村の留学中の1926年妻・美代子は長女・正子を出産する。

### 大学教授・病院長時代
1927年にドイツ留学から帰国し、同年9月に北海道札幌に渡る。1928年に北海道帝国大学教授に就任。 同大に精神医学教室を創設する。
1928年7月13日に次女・桂子が生まれる。その直後7月27日に内村鑑三夫妻が札幌に来る。札幌独立教会の牧会を行う。
1930年3月には、父の危篤に際し一家で上京し、父の臨終についての詳細な記録を記した。それらは「父の臨終の記」として残されている。 また、3月28日に父が死去すると、内村の希望で東大医学部で偉業を達成した人物の脳の研究のため鑑三の解剖を行う。
その後1936年に東京帝国大学医学部教授（1949年まで東京都立松沢病院院長兼任、学部長も務める）となる。
東大在職中に財団法人神経研究所を設立。偉業を達成した人物の脳の研究や双生児の研究で多くの業績を残した。定年退官後は国立精神衛生研究所長などを務める。
戦争中には軍部の要請でソロモン群島に派遣され、戦地の精神医療体制についてアドバイスを与えた。また、空襲で松沢病院が焼失して、患者にも犠牲者を出す。1945年終戦の年に母静子が亡くなる。
その一方1939年から1943年までは東大野球部長、1943年六大学野球連盟理事長として戦時下の学生野球の対応に尽力する。

### 戦後
戦後は、東京裁判のA級戦犯になった大川周明の精神鑑定と治療を行う。内村は大川を梅毒性精神障害と診断した。 また、帝銀事件の平沢貞通や、婦女連続殺人事件の小平義雄などの精神鑑定を行った。
1949年に法律改正により東京大学教授と松沢病院院長を兼任できなくなったので、松沢病院を退職し1951年に晴和病院を開設した。さらに、1958年に東京大学教授を退職した後、神経研究所の創設に努力した。

### 野球人生
一方野球では、混乱の続くプロ野球界で最高委員を務めるなど、野球界にも多大な影響を与え、いわゆるV9の巨人黄金時代の川上哲治監督に大きな影響を与えたといわれるアル・キャンパニスの『ドジャースの戦法』を翻訳したのも内村である。
1962年5月、日米の野球に精通した人物として内村は日本野球機構第3代コミッショナーに就任。サンフランシスコ・ジャイアンツへ野球留学中にメジャー出場した南海ホークスの村上雅則の保有権を南海・ジャイアンツ両球団が争った際には1965年シーズン終了を以て南海に復帰させるという妥協案を提示して解決された。第1期の任期満了間近の1965年4月、内村は札束競争にまみれてプロ野球界に入ってくる新人選手をうれい、新人研修制度を行おうと提案したが、オーナー陣の激しい抵抗にあい、自らコミッショナーの職を降りた。おおむねコミッショナーはオーナー側寄りであると批判されている中、オーナー側と対立してコミッショナー職を辞したのは内村1人である。このとき、「どんな医者でも完治の見込みがなければ患者を見放すものだよ」とコメントし、自分を推薦しておきながらその提案を飲まないオーナー陣を痛烈に批判した。
後にコミッショナーを務めた下田武三によると、コミッショナーの職を辞した後は一度たりとも球場に足を踏み入れず、存命中は特別表彰による殿堂入りも拒否したという。
このように、コミッショナーとしては思うように手腕を発揮できなかったが、日米の野球に精通した知識人として日本の野球の近代化に貢献した点が評価され、没後3年を経過した1983年、特別表彰として野球殿堂入りした。墓所は多磨霊園。

## 家族・親族

### 内村家
- 祖父・宜之（高崎藩士）
- 祖母・ヤソ
- 父・鑑三（思想家、無教会主義の創始者）
- 母・静子（岡崎藩士・岡田透の次女）
- 姉・ルツ子
- 妻・美代子（海軍少将・大館源太郎の娘）

義父・内村鑑三の弟子で、鑑三の英文著作『余は如何にしてキリスト信徒となりしか』の邦訳（角川文庫）や、鑑三選集の編纂、また『晩年の父内村鑑三』（教文館）の著作がある。
- 長女・正子（1926～） - 小倉義光の妻。国際基督教大学、教育大学に勤務した。
- 次女・桂子（1928～） - 新木諒三の妻。新木は東京大学卒の工学博士で、日本電信電話公社で電気音響機器の研究に従事し、日本音響学会の理事も務めた[11]。
- 三女・博子（1930～） - 大熊輝雄の妻。
- 四女・智子（1931～） - 堀井仙太郎の妻。
- 長男・篤（1938～） ‐ 第一生命保険相互会社勤務。
- 五女・紀子（1941～） - 松平健の妻。

## 著書
- 『時局性アンモン角変化の病因に就て』 1929年。 - 東京帝国大学が受理した学位論文[12]。
- 『主要精神疾患の原因と臨床』南山堂書店、1948年。
- 『世界最強チームアメリカ野球物語』羽田書店、1949年。
- 『精神医学者の摘想』同盟出版社、1950年。のち中公文庫、1984年。
- 『精神鑑定』創元社、1952年。
- 『天才と狂気』創元社、1952年
- 『わが歩みし精神医学の道』みすず書房、1968年。
- 『精神医学の基本問題』医学書院、1972年。のち創造出版 2009年。
- 『鑑三・野球・精神医学』日本経済新聞社、1973年。
- 『アメリカ野球物語』ベースボール・マガジン社、1978年。

### 共著・編著
- 編著『内村鑑三追憶文集』聖書研究社、1931年。
- 長与又郎、西丸四方共著『傑出人脳の研究』岩波書店、1939年。
- 編著 『双生児の研究 双生児研究班報告』全3集 日本学術振興会、1954年 - 1962年。
- 島崎敏樹、笠松章共編『精神医学最近の進歩』医歯薬出版、1957年。
- 監修『日本の精神鑑定』みすず書房、1973年。新版 2018年。
- 木村秀政、内村祐之、今西錦司、小原国芳、糸川英夫、大塚敬節、末広恭雄『私の履歴書 文化人 19』日本経済新聞社、1987年7月。ISBN 978-4532030896。

## 翻訳
- エルンスト・クレッチュメル『天才人』岩波書店、1932年。
- エルンスト・クレッチュマー『天才の心理學』岩波書店、1953年。
- エルンスト・クレッチマー『天才の心理学』岩波文庫、1982年。
- カルル・ヤスペルス、西丸四方、島崎敏樹、岡田敬蔵（共訳）『精神病理学総論』上・中・下 岩波書店、1952年 - 1956年。

### メジャーリーグ関連
- アル・キャンパニス『ドジャースの戦法』ベースボール・マガジン社、1957年。新版 1990年。
- ジェームス・スミルゴフ『高校生のためのウイニングベースボール』ベースボール・マガジン社、1961年。新版 1981年。
- ハアヴェイ・キューン、ジェームス・スミルゴフ（共著）『大リーグのバッティングの秘訣』ベースボール・マガジン社、1962年。新版 1981年。
- タイ・カップ『野球王タイ・カップ自伝』ベースボール・マガジン社、1963年。新版 1977年。
- ジョン・W・クームス『個人プレーとティーム・プレー』ベースボール・マガジン社、1964年。
- ポール・リチャーズ『最新野球戦術』ベースボール・マガジン社、1976年。
- コニー・マック『大リーグ生活66年 - コニー・マック自伝』ベースボール・マガジン社、1978年。
- ジョー・カリアリ、サンダー・ホランダー（共著）『ヤンキースのバット・ボーイ』ベースボール・マガジン社、1978年。
- ジーン・スコアー『スタン・ミュージアル伝 大リーグ最高のプレーヤー』ベースボール・マガジン社、1978年。
- ジョー・ディマジオ『ジョー・ディマジオ自伝　ヤンキースの華』ベースボール・マガジン社、1978年。
- ボブ・フェラー『ボブ・フェラーのピッチング』ベースボール・マガジン社、1981年。